# Mexico (condado de Montour)
Mexico es un área no incorporada ubicada en el condado de Montour en el estado estadounidense de Pensilvania. Mexico forma parte del área micropolitana de Bloomsburg-Berwick.

## Geografía
México se encuentra ubicada en las coordenadas 41°1′16″N 76°44′54″O / 41.02111, -76.74833..